# Posse 501
Le Posse 501 (prononciation : /posi: sɛ̃k sɑ̃ wan/) , est un collectif de hip-hop français, originaire de Villeneuve-Saint-Georges, dans le Val-de-Marne. Au fil des ans, il regroupe des rappeurs tels que Soon E MC, Strike, Bambi Cruz et Ménélik, mais aussi des DJ's et compositeurs comme DJ Seeq et Jimmy Jay, ou encore la rappeuse et chanteuse Melaaz, ainsi que plusieurs danseurs et graffeurs. Il est principalement actif dans les années 1990.

## Biographie
Le Posse 501 naît à la fin des années 1980 de l'amitié de cinq jeunes résidents d'un quartier de Villeneuve-Saint-Georges, dans le Val-de-Marne : Claude M'Barali alias MC Solaar, qui se fait appeler à l'époque sous son nom de graffeur Soar, Jean Ilunga, qui deviendra le rappeur Soon E MC, Striker D, également rappeur, Gabriel Hoareau, futur Bambi Cruz, qui vient alors de se lancer dans le breakdance au sein du collectif BNB (pour Break New Band), et Yap, frère de Hoareau et graffeur ayant acquis une petite notoriété locale.
Leur nom provient au départ des jeans Levis 501 qu'ils portent régulièrement. Mais cet aspect indirectement publicitaire les pousse à revendiquer bientôt d'autres significations, comme la solidarité des cinq « sans un », ou leurs origines métissées (« cinq sangs »). Ils sont rapidement rejoints par le turntablist Christophe Viguier, alias Jimmy Jay, qui rencontre Solaar au cours d'une session open mic à Marly-le-Roi.
En 1990, Ménélik rencontre MC Solaar sur les bancs de l'université Paris VIII de Saint-Denis, et le rejoint dans le Posse 501 pour participer à la compilation de son DJ Jimmy Jay. Soon E MC, quant à lui, explique « Été 1990, j’appelle Claude [MC Solaar] de Guadeloupe. Il a rencontré des gens qui seraient intéressés par ses textes. « Il y a moyen de sortir un disque » dit-il. Moi, j’étais parti avec des instrus sur cassettes et je faisais la tournée des podiums dans des communes avec des vieilles sonos et une volonté de bien faire. Quand je suis revenu fin août, Solaar était bien avancé avec Polydor et le single Bouge de là était sur le point de sortir. Le 501 posse (constitué de graffeurs, danseurs, musiciens…) se trouvait propulsé sur le devant de la scène grâce à Claude et son tube basé sur cette fameuse boucle du The Message de Cymande recyclée par Jimmy Jay avec l'aide de Jean-François Delfour. »